# هلی‌تورز
هلی‌تورز (به انگلیسی: Helitours) یک شرکت هواپیمایی است که در ۱۹۷۹ میلادی تأسیس شده‌است. دفتر مرکزی هلی‌تورز در کلمبو، سری‌لانکا واقع شده‌است و به ۱۳ مقصد، پرواز انجام می‌دهد.